# Kirche Uhlersdorf

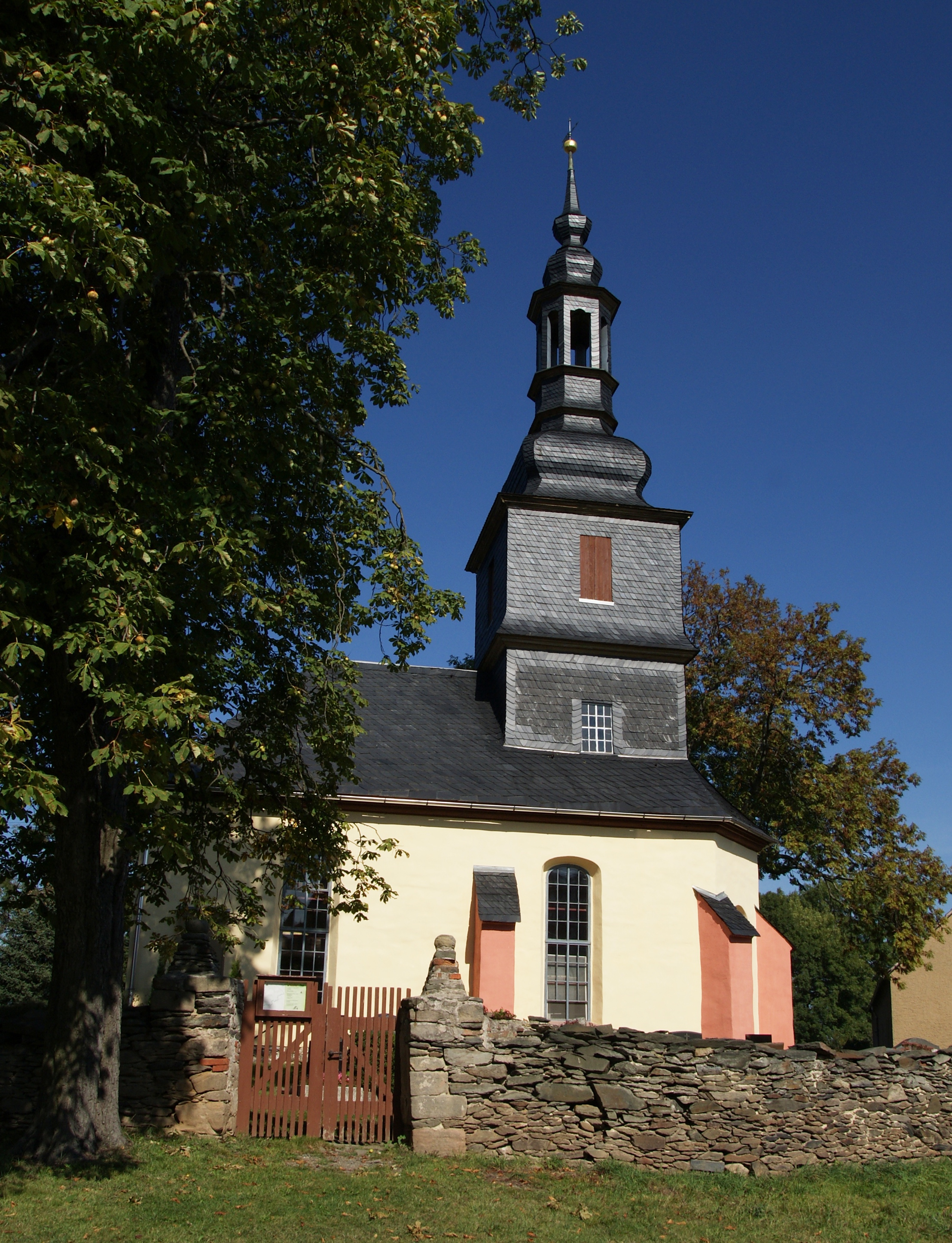
Kirche Uhlersdorf

Die denkmalgeschützte evangelisch-lutherische Kirche Uhlersdorf steht in Uhlersdorf, einem Ortsteil der Gemeinde Harth-Pöllnitz im Landkreis Greiz in Thüringen. Die Kirchengemeinde Uhlersdorf gehört zum Pfarrbereich Niederpöllnitz im Kirchenkreis Gera der Evangelischen Kirche in Mitteldeutschland.

## Beschreibung
Die kleine Saalkirche ist gotischen Ursprungs, sie wurde mehrfach umgebaut. Sie hat Strebepfeiler und einen polygonalen Ostabschluss. Aus dem Walmdach des Kirchenschiffs erhebt sich im östlichen Teil ein mächtiger schieferverblendeter Dachreiter aus Fachwerk von 1772, der mit einer zwiebelförmigen Haube bedeckt ist, auf der eine Laterne sitzt. Der Innenraum hat dreiseitige Emporen und ist mit einer von Vouten gestützten Flachdecke überspannt. Zur Kirchenausstattung gehört ein Kanzelaltar. Seitlich von ihm sind Stände des 18. Jahrhunderts, der nördliche hat geschnitztes Rankenwerk, Putten und ein Wappen. Die Orgel mit 4 Registern, verteilt auf ein Manual und Pedal, wurde um 1890 von Ernst Poppe & Sohn gebaut. Im Turm hängen zwei kleine Glocken, die im 14. Jahrhundert und 1772 von Johann Peter Hellmuth in Schleiz gegossen wurden.